# Рыбное (станция)
Ры́бное — сетевая сортировочная узловая железнодорожная станция на территории города Рыбного Рязанской области, по объёму работы отнесена к внеклассным. Является двухсторонней станцией с объемлющим расположением главных путей, с последовательным расположением парков, а также является станцией стыкования постоянного и переменного тока.
Является самостоятельным структурным подразделением Московской дирекции управления движением.

## Описание узла
Станция Рыбное обеспечивает обработку грузовых поездов, поступающих с Московской, Куйбышевской и Юго-Восточной железных дорог.
Прилегающие к станции перегоны и основные средства сигнализации и связи:
В нечётном направлении:
Рыбное — Дивово — двухпутный перегон с односторонней автоблокировкой:
— по I главному пути для движения чётных пассажирских и грузовых поездов.
— по II главному пути — нечётных пассажирских и грузовых поездов. Перегон оборудован устройствами для движения поездов по неправильному пути по сигналам локомотивных светофоров.
Рыбное — путевой пост 59 км — однопутный перегон с двухсторонней автоблокировкой для движения пассажирских и грузовых поездов обоих направлений.
В чётном направлении:
Рыбное — Блокпост 204 км — двухпутный перегон с односторонней автоблокировкой:
— по III главному пути для движения чётных грузовых поездов.
— по IV главному пути — нечётных грузовых поездов.
Перегон оборудован устройствами для движения поездов по неправильному пути по сигналам локомотивных светофоров.
Рыбное — Дягилево — трёхпутный перегон.
По I и V главным путям односторонняя автоблокировка для движения чётных пассажирских и грузовых поездов.
По II главному пути односторонняя автоблокировка для движения нечётных пассажирских и грузовых поездов.
Перегон оборудован устройствами для движения поездов по неправильному пути по сигналам локомотивных светофоров.

## Пассажирские устройства
- Низкая пассажирская платформа Рыбное для скорых пригородных и пригородных поездов.
- Низкая пассажирская платформа Ходынино для пригородных поездов.
- Низкая пассажирская платформа Локомотивное депо для пригородных поездов.
- Низкая пассажирская платформа Рязань-Сортировочная для пригородных поездов

На станции останавливаются пригородные и скорые пригородные поезда сообщением Рязань I — Рыбное, Рязань I — Москва-Пассажирская-Казанская, Рязань II — Москва-Пассажирская-Казанская, Рязань I — Голутвин, Рязань I — Дивово, Рязань I — Узуново

## Другие службы и организации на станции
Эксплуатационное локомотивное депо Рыбное-Сортировочное (ТЧЭ-38), эксплуатационное вагонное депо Рязань (ВЧДЭ-26), сервисное локомотивное депо Рыбное ООО «СТМ-Сервис», вагонное ремонтное депо Рыбное — обособленное структурное подразделение АО «Вагонная ремонтная компания-1».

## История
Строительство станции Рыбное началось в 1864 году при постройке Московско-Рязанской железной дороги.
Во время Великой Отечественной войны осенью 1941 года немецкая авиация подвергала бомбёжкам станцию Рыбное, поскольку на ней выгружались эшелоны с войсками и техникой, прибывшими на фронт. Только с 29 октября по 5 ноября совершено 5 массированных налётов на Рыбное. Но наиболее крупный состоялся 29 ноября. Были разрушены во многих местах станционные пути, сгорели десятки вагонов и расположенные на станции склады топлива, многие станционные постройки. Была почти полностью разрушена внутристанционная сеть. Однако усилиями железнодорожников и жителей города повреждения немедленно устранялись, перебои в движении поездов были сведены к минимуму.